# マヌエル・アントニオ・カンジェ
マヌエル・アントニオ・カンジェ（Manuel Antonio Cange、1984年12月25日 - ）は、アンゴラの元サッカー選手。元アンゴラ代表。ポジションはディフェンダー。

## 来歴
2003年にアンゴラ代表デビュー。アンゴラ史上初の出場となった2006 FIFAワールドカップではグループステージ全3試合に出場した。2009年までに通算41試合に出場、2得点をあげた。

## 代表歴

### 出場大会
- アンゴラ代表
  - 2006 FIFAワールドカップ

### 試合数
- 国際Aマッチ 41試合 2得点（2003年-2009年）[1]

| アンゴラ代表 | 国際Aマッチ | 国際Aマッチ |
| 年           | 出場        | 得点        |
| ------------ | ----------- | ----------- |
| 2003         | 2           | 0           |
| 2004         | 0           | 0           |
| 2005         | 5           | 0           |
| 2006         | 14          | 1           |
| 2007         | 9           | 0           |
| 2008         | 8           | 1           |
| 2009         | 3           | 0           |
| 通算         | 41          | 2           |